# Erwin Huber

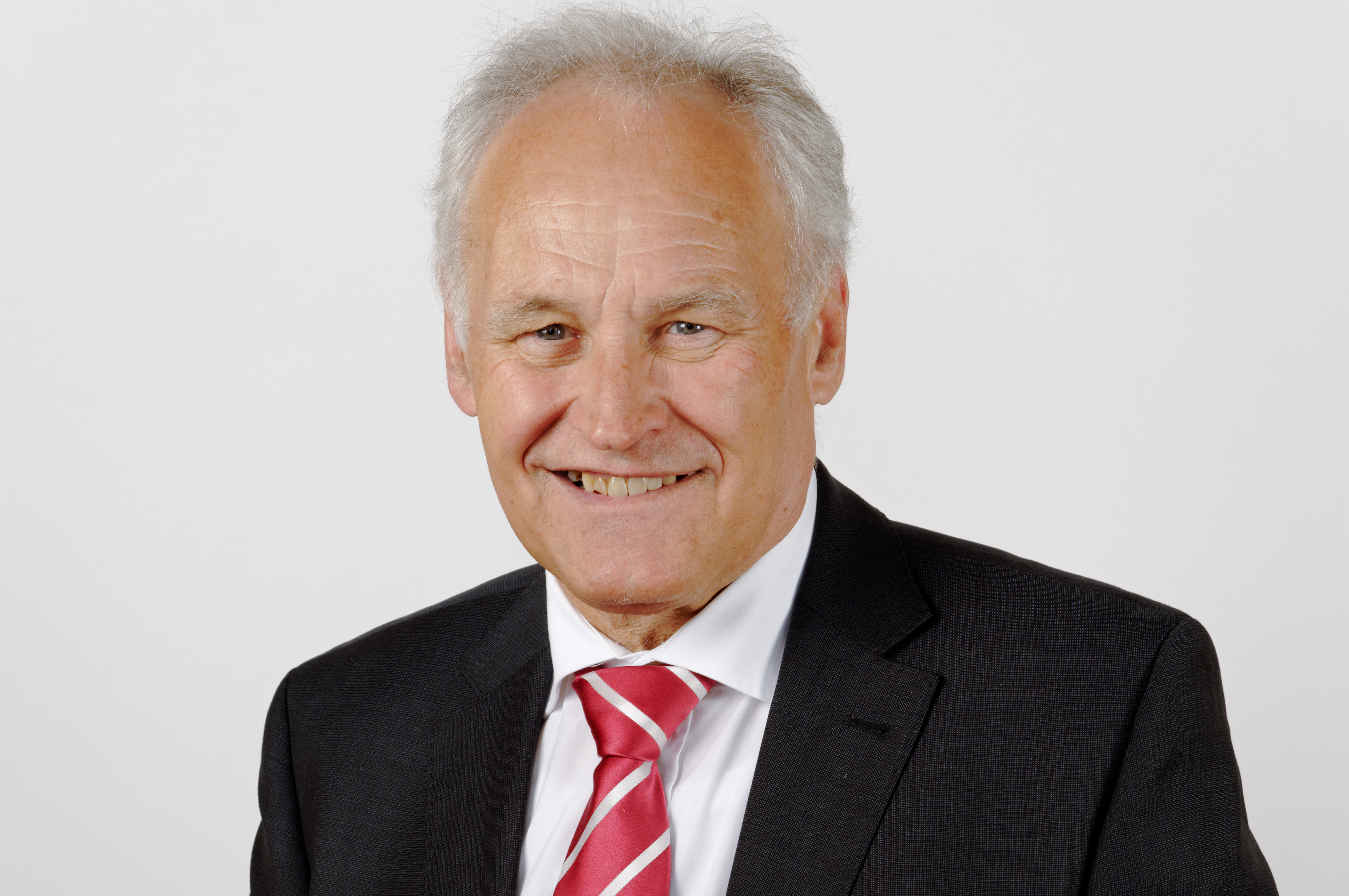
Erwin Huber (2012)

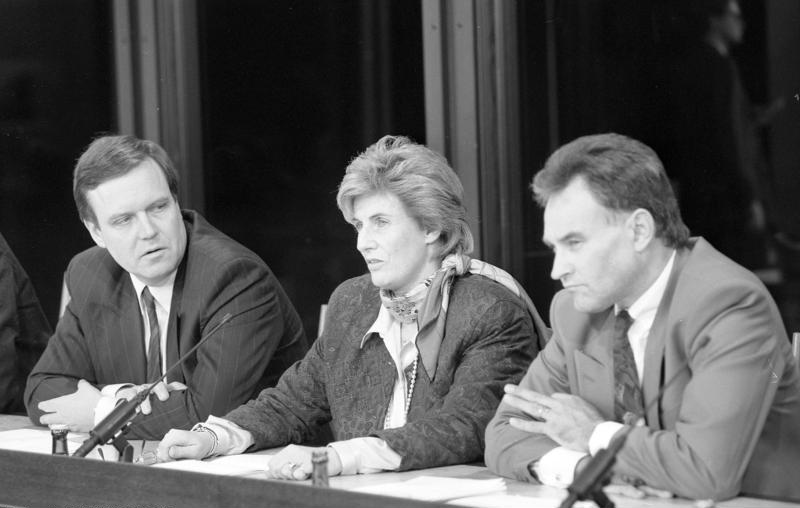
Pressekonferenz der Generalsekretäre von CDU, FDP und CSU zu den Koalitionsverhandlungen nach der Bundestagswahl 1990 (von links: Volker Rühe, Cornelia Schmalz-Jacobsen und Erwin Huber)

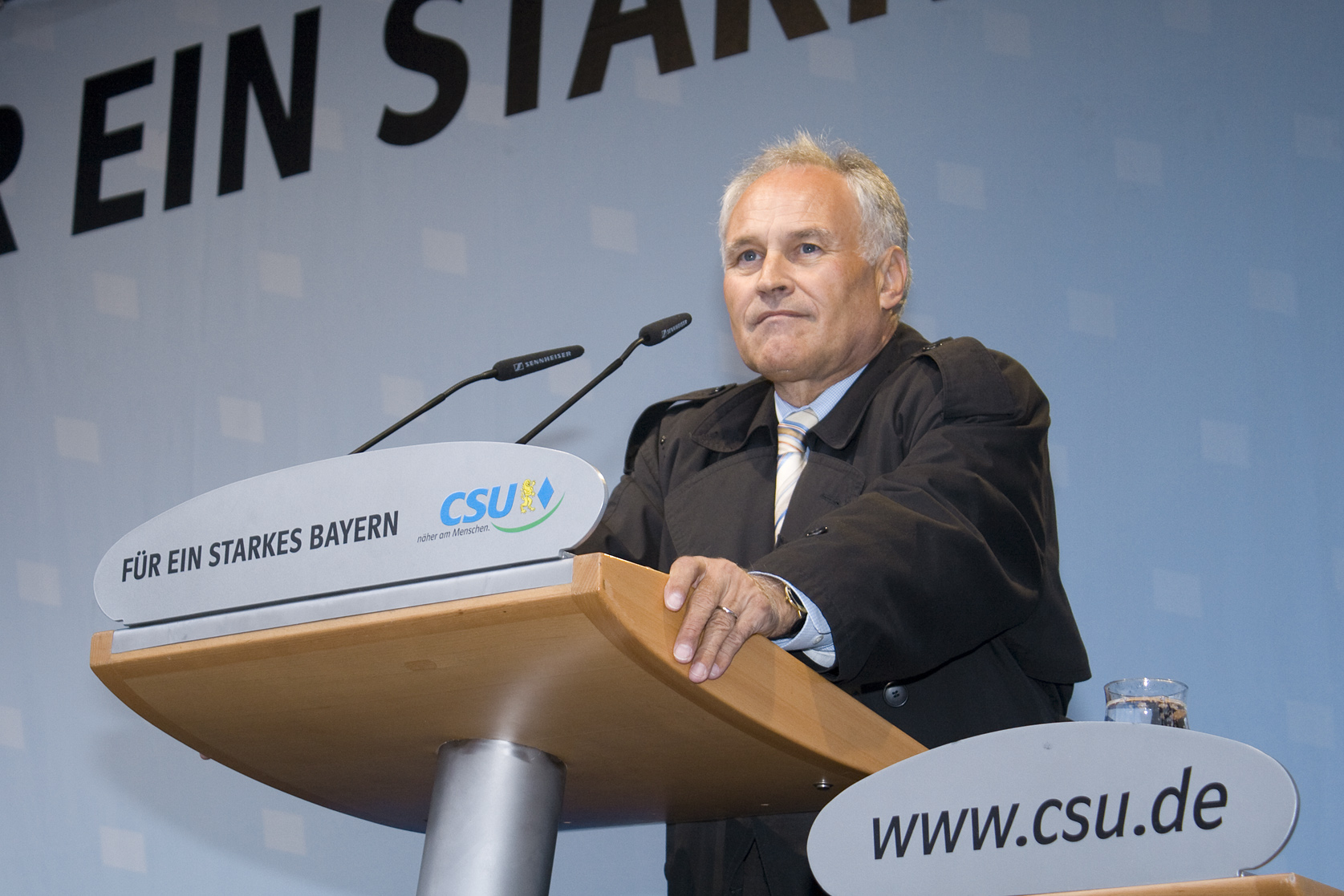
Erwin Huber bei einer Wahlkampfrede 2008

Erwin Huber (* 26. Juli 1946 in Reisbach) ist ein deutscher Politiker der CSU. Er war von September 2007 bis Oktober 2008 Parteivorsitzender der CSU und von 1994 bis 2008 in verschiedenen Funktionen Mitglied der Bayerischen Staatsregierung, zuletzt als Finanzminister. Huber ist seit 2019 Präsident der Bayerischen Akademie für Fernsehen und Digitale Medien.

## Leben

### Ausbildung und Beruf
Erwin Huber wuchs in bescheidenen Verhältnissen auf. Nach der mittleren Reife 1963 an der Realschule in Dingolfing absolvierte Huber zunächst eine Ausbildung im gehobenen Dienst bei der bayerischen Finanzverwaltung, die er 1968 mit der Inspektorenprüfung abschloss. Er war dann in den Finanzämtern Dingolfing, Landshut und München tätig. Von 1969 bis 1973 besuchte er auf dem Zweiten Bildungsweg das Abendgymnasium in München, auf dem er 1973 das Abitur bestand. Der Weiterbezug seines Gehalts als Finanzbeamter ermöglichte Huber nebenher ein Studium der Volkswirtschaftslehre an der Ludwig-Maximilians-Universität München, für die Prüfungsphase und den Besuch der Universität wurde er von seiner Tätigkeit freigestellt, so dass er bereits 1978 sein Studium als Diplom-Volkswirt beenden konnte. Von Oktober 2018 bis Januar 2022 studierte er an der Hochschule für Philosophie in München und absolvierte dort das Philosophikum.
Erwin Huber ist seit 1979 verheiratet, ist Vater von zwei Kindern und lebt in Reisbach.

### Politische Laufbahn
Von 1967 bis 1983 war Huber Kreis- und Bezirksvorsitzender der Jungen Union. Seit 1988 gehört Huber dem Vorstand und dem Präsidium der CSU an und war von 1993 bis 2008 Vorsitzender des CSU-Bezirksverbands Niederbayern.

#### Parteivorsitz
Huber galt neben Innenminister Günther Beckstein als aussichtsreichster Nachfolger Edmund Stoibers als bayerischer Ministerpräsident im Falle von dessen Eintritt in die Bundesregierung nach der Bundestagswahl 2005. Stoiber scheute aber überraschend davor zurück. Nach Stoibers Rücktrittsankündigung Anfang 2007 galt Huber unter den Bewerbern für den Parteivorsitz, neben Horst Seehofer und Gabriele Pauli, als aussichtsreichster Kandidat. Mit 58,19 % der Delegiertenstimmen wurde er am 29. September 2007 auf dem CSU-Parteitag zum neuen Parteivorsitzenden gewählt.
Wegen des hinter den Erwartungen zurückgebliebenen Ergebnisses für die CSU bei der Landtagswahl 2008 (43,4 %) erklärte Erwin Huber seinen Rücktritt vom Parteivorsitz auf einem Sonderparteitag der CSU am 25. Oktober 2008. Zu seinem Nachfolger wurde vom Parteitag Horst Seehofer gewählt.

### Öffentliche Ämter
Huber gehört seit 1972 dem Kreistag des Landkreises Dingolfing-Landau an. Von 1978 bis 2018 war er als Abgeordneter des Stimmkreises Dingolfing Mitglied des Bayerischen Landtags. 1987 wurde er zum stellvertretenden Generalsekretär gewählt. Von 1988 bis 1994 war er Generalsekretär der CSU.
Im Oktober 1994 wurde Huber als Staatsminister und Leiter der Bayerischen Staatskanzlei in die von Ministerpräsident Edmund Stoiber geführte Bayerische Staatsregierung berufen. Von November 1995 bis Oktober 1998 war er Bayerischer Staatsminister der Finanzen. Ab 1998 war Huber wieder Staatsminister und Leiter der Bayerischen Staatskanzlei und ab Oktober 2003 zusätzlich Staatsminister für Bundesangelegenheiten und Verwaltungsreform. Im Dezember 2005 wechselte Huber in das Ressort für Wirtschaft und Verkehr. Nach dem Wechsel im Amt des Ministerpräsidenten im Oktober 2007 wurde er durch Günther Beckstein zum Staatsminister für Finanzen ernannt.
Im Februar 2008 wurde Huber vorgeworfen, er habe Informationen über den finanziellen Zustand der BayernLB verschwiegen. Die Opposition im bayerischen Landtag forderte daraufhin (im Vorfeld der bayerischen Kommunalwahlen) seinen Rücktritt. Mit dem Scheitern des Projekts Transrapid München und der Bekanntgabe der ersten Quartalszahlen der BayernLB 2008 (weiterer Verlust in Höhe von 2 Milliarden Euro) verstärkten sich die Rücktrittsforderungen – ein Untersuchungsausschuss im Landtag konnte den gegen Huber erhobenen Lügenvorwurf später nicht bestätigen. Nachdem im Oktober 2008 bekannt geworden war, dass die BayernLB infolge der globalen Finanzkrise Hilfen des Bundes in Höhe von über 5,4 Milliarden Euro beantragen werde, kündigte Huber seinen Rücktritt als bayerischer Finanzminister an. Er schied daher im Oktober 2008 aus der Staatsregierung aus. Im Oktober 2017 verzichtete er auf eine erneute Kandidatur für die Wahlen zum Bayerischen Landtag im Jahr 2018.

### Weiteres Engagement
Erwin Huber ist seit 2004 Ehrenmitglied der katholischen Studentenverbindung Oeno-Danubia im CV. Er ist Teilnehmer des am 7. April 2015 eingerichteten „Dialogforums Ost-Süd-Umfahrung Landshut im Zuge der B15neu“. Seit März 2019 ist er Präsident der Bayerischen Akademie für Fernsehen und Digitale Medien e. V.

### Auszeichnungen
- 1999: Bayerischer Bierorden[9]